# Альфа-банк
Альфа-Банк — крупнейший частный банк в России, занимающий четвёртое место по размеру активов (на июль 2025 года — 11,3 трлн руб.). В 2025 году количество частных клиентов банка превышает 36 млн человек, количество клиентов малого и среднего бизнеса — 1,9 млн. По мнению представителей банка, в 2021 году банк занимал в розничном сегменте третье место с долей выше 5%, в 2023 году на долю банка приходилось 6% на рынке автокредитования. Имеет 700 офисов (главный — в Москве), а также банкоматную сеть из более чем 27 тыс. собственных и партнерских устройств. Включён Банком России в перечень системно значимых кредитных организаций.

Альфа-Банк находится под международными санкциями Евросоюза, США, Великобритании и ряда других стран. Санкции предусматривают в том числе возможное отключение от SWIFT, однако на начало 2023 года банк не был отключен от SWIFT, но потерял возможность делать переводы в валюте из-за попадания в список SDN — «чёрный» список людей и организаций, с которыми гражданам США и постоянным жителям страны запрещено вести бизнес.

## История
Альфа-Банк учреждён 20 декабря 1990 года как товарищество с ограниченной ответственностью.

### Становление в 1990-е гг.

#### 1991
- получена лицензия Центрального Банка Российской Федерации на осуществление банковских операций;
- начато обслуживание первого корпоративного клиента[22].

#### 1992
- открыто первое отделение банка[23];
- получены внутренняя и расширенная валютные лицензии, после чего компания открыла первые счета ностро в шести иностранных банках.

#### 1993
- получена генеральная лицензия Центрального Банка Российской Федерации на осуществление банковских операций;
- банк стал членом ММВБ[24];
- получен статус официального дилера Банка России по операциям с ГКО и ОФЗ Министерства финансов РФ;
- завершено присоединение к платежной системе Union Card.

#### 1994
- завершено присоединение к системе SWIFT и карточной системе MasterCard/Europay;
- открыто дочернее предприятие в Казахстане;
- генеральная лицензия ЦБ РФ дополнена разрешением на проведение операций с драгоценными металлами[25].

#### 1995
Открыто представительство в Берлине .

#### 1996
- получен статус полноправного участника Visa International;
- аккредитовано участие в FIDP — программе развития финансовых учреждений, проводимой Мировым банком и Европейским банком реконструкции и развития и курируемой Министерством финансов и Центральным банком Российской Федерации;
- от Центрального Банка РФ получено право вести счета типа «С», открываемые для иностранных инвесторов и позволяющие участвовать в работе на рынке государственных обязательств России[27].

#### 1997
- Альфа-Банком выпущены еврооблигации[28], впервые — частным российским банком;
- получены лицензия от ЦБ РФ на брокерскую и дилерскую деятельность, лицензии на проведение операций по доверительному управлению ценными бумагами, депозитарную деятельность;
- открыты офисы в Санкт-Петербурге и Самаре.

#### 1998
- проведена смена юридической формы с общества с ограниченной ответственностью на открытое акционерное общество;
- осуществлено слияние Альфа-Банка и группы компаний «Альфа-Капитал»[29];
- исправно погашены купоны по еврооблигациям, несмотря на экономический кризис в стране[30].

### Развитие в 2000-е гг.

#### 2000
- выпущены собственные евробонды на $150–200 млн. Это первая подобная операция, проведенная российским банком;
- выпущены виртуальные карты Eurocard-MasterCard для расчетов в интернете, впервые в России[31].

#### 2002
- запущен колл-центр для поддержки владельцев пластиковых карт[32];
- открыта дочерняя компания Alfa Capital Markets (USA) Inc. для обслуживания корпоративных клиентов и инвесторов в США, Канаде и Латинской Америке со специализацией на портфельных инвестициях и консультировании по вопросам прямых инвестиций в Россию.

#### 2004
Произошел отток до 20 % частных вкладчиков, выведено около $650 млн. Позднее руководство банка обвинило газету «Коммерсантъ» в разжигании паники и обратилось в суд. Арбитражный суд Москвы удовлетворил иск к издателю о защите деловой репутации.

#### 2005
Банк аккредитован Агентством по страхованию вкладов.
Логотипом банка стала красная буква «А» с красной полоской под ней и слова «Альфа Банк» красными буквами и жирным шрифтом с большими буквами «А» и «Б». Логотип разработан в Студии Артемия Лебедева. До этого логотип представлял собой голубой круг из полосок и белой буквы «А», внизу слово «Альфа-Банк» было написано большими бордовыми буквами.

#### 2008
Альфа-банк выступил организатором первого в России размещения биржевых облигаций.

### Деятельность в 2010-е гг.

#### 2010
Выпущено банковское приложение для смартфонов и коммуникаторов на операционной системе Android.

#### 2013
Создана «Альфа-Лаборатория», самостоятельная структура, специализирующаяся на разработке высокотехнологичных продуктов для финансового рынка. В рамках подразделения работали специалисты различных направлений (IT, дизайнеры, аналитики, специалисты в сфере digital). Самыми известными продуктами «Лаборатории» стали «Альфа-Клик», «Альфа-Мобайл», «Альфа-бизнес онлайн», «O!pp» (мобильное приложение для перевода денег). В 2017 году структура была расформирована и на её базе создано направление по развитию и поиску новых бизнес-идей.

#### 2014
Выигран тендер Центрального Банка РФ на санацию Балтийского банка, вследствие чего ПАО «Балтийский банк» вошло в состав Альфа-Банка.

#### 2015

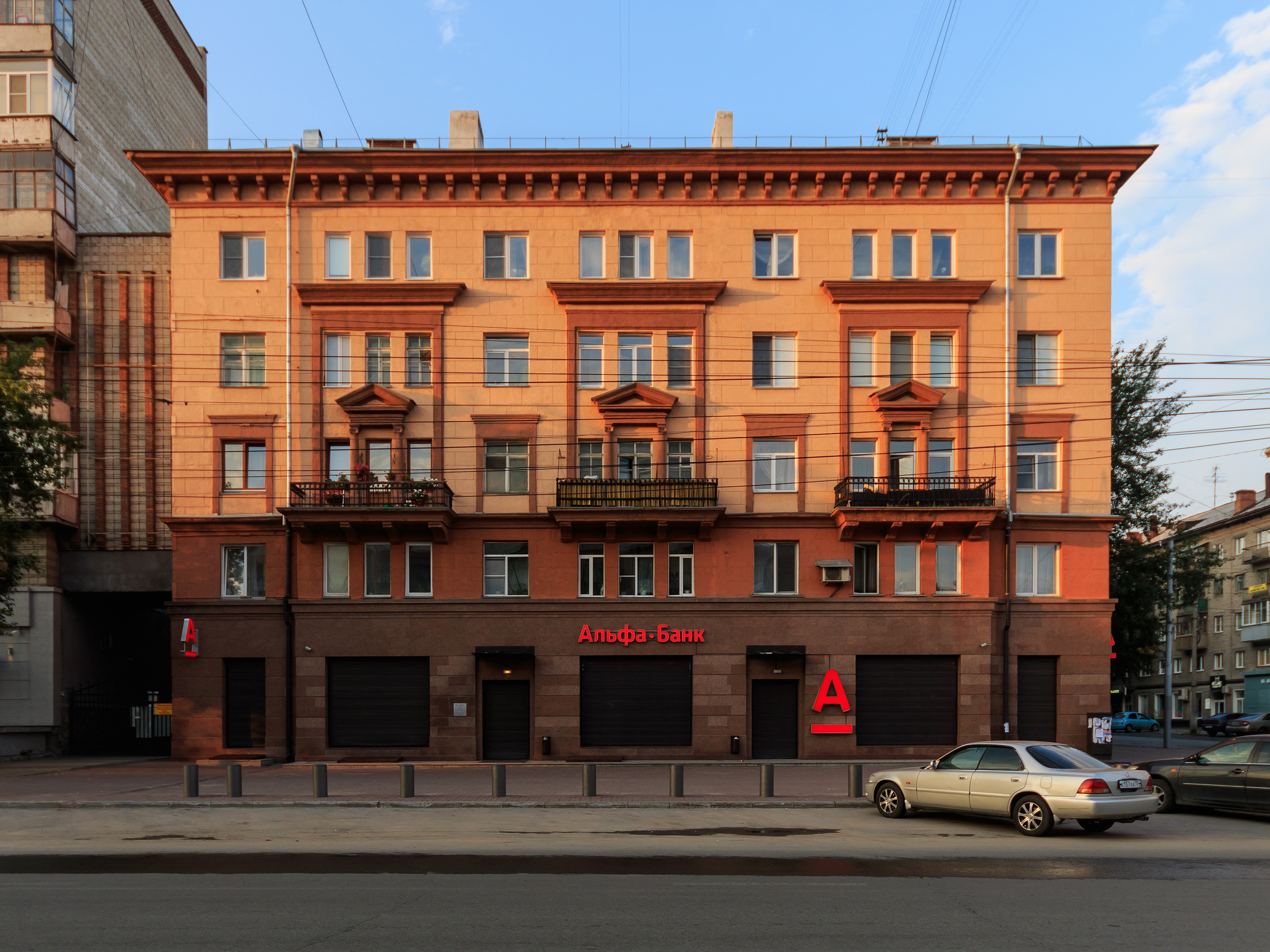
Офис банка в Новосибирске

Количество отделений выросло до 50, клиентов — до 14 млн.

#### 2017
Количество корпоративных клиентов достигло 300 тыс.

#### 2018
Получен статус официального европейского банка чемпионата мира FIFA 2018.

#### 2019
- в июне Альфа-Банк начал продавать одежду под собственным брендом[42];
- в сентябре Альфа-Банк первым в России запустил сервис BaaS (banking as a service)[43].

### Современная история

#### 2020
В июле открыт первый в стране phygital-офис.

#### 2021
- В марте Альфа-банк купил сервис для безналичной оплаты чаевых «нетмонет»[45].
- В ноябре банк начал использовать искусственный интеллект для принятия кредитных решений[46].
- В ноябре Альфа-банк был включён в пилотную группу тестирования цифрового рубля[47].

#### 2022
- В мае казахстанский банк «Центркредит» купил Альфа-банк Казахстан[48] («дочку» российского Альфа-банка, который на тот момент находился под санкциями Великобритании, ЕС и США). По информации СМИ, стоимость покупки составила «примерно $100 млн или чуть выше  0,3 капитала[49]. Новый владелец переименовал банк в Eco Center Bank[50][51]. В августе «Центркредит» принял решение о присоединении к себе Eco Center Bank[52].
- В декабре украинский Альфа-банк юридически отказался от прежнего названия и был переименован в Сенс Банк (Sense Bank)[53]. Было объявлено, что банк продолжит выполнять все свои обязательства перед клиентами и контрагентами как правопреемник Альфа-банка Украина[54].
- В 2022 году банк также запустил выдачу кредитов в юанях[13].

#### 2023
- В январе один из первых среди российских банков выпустил платёжные стикеры, позволяющие с помощью смартфона расплачиваться бесконтактным способом[55]. Позже банк также первым выпустил платёжные тревэл-стикеры[56].
- В феврале ЦБ РФ включил Альфа-банк в Реестр операторов информационных систем, в которых осуществляется выпуск цифровых финансовых активов (ОИС)[57][58]. После этого банк запустил собственную инфраструктуру для эмиссии токенов и осуществил первую пробную эмиссию[59]. Одним из первых на платформе банка разместил цифровые финансовые активы «Ростелеком»[60]. Позже эмиссию также провели компания «Аэроклуб» и ГК «Форте»[61][62]. Предполагается, что в будущем с такими активами можно будет полноценно использовать цифровой рубль[63].
- В том же феврале Альфа-банк и онлайн-сервис «Нетмонет» запустили совместный проект, позволяющий самостоятельно оплачивать счета в ресторанах-партнерах с помощью QR-кода без участия официанта[64][65].
- В марте Альфа-банк стал титульным спонсором Чемпионата России по лыжным гонкам[66].
- В марте Альфа-банк стал первым банком в России, который отменил все комиссии за платежи и переводы для физлиц[67].
- В апреле Альфа-банк открыл 250-й phygital-офис в России. Он расположен в Екатеринбурге и считается вторым крупнейшим после московского[68]. Позже стало известно, что до конца года банк откроет ещё 300 phygital-офисов с фокусом на малые города[69].
- Также в апреле стало известно, что Альфа-банк теперь выступает консультантом для предпринимателей и участников ВЭД по выходу на вьетнамский рынок и запустил прямые расчёты в местной национальной валюте[70].
- В мае Альфа-Банк первым в России выпустил платежный стикер для детей от 7 до 14 лет[71].
- В том же мае запустил обратную верификацию сотрудников. Она подразумевает возможность для клиента самостоятельно в приложении банка сгенерировать одноразовый код и попросить сотрудника банка назвать его для подтверждения личности[72].
- Также в мае банк совместно с сервисом «Подели» запустил аналог рассрочки — оплату по частям в некоторых офлайн-супермаркетах сети «Лента»[73].
- В июле банк заявил о намерении открыть филиал в Китае. Председатель совета директоров банка Олег Сысуев уточнил, что конкретная форма присутствия «Альфы» на китайском рынке еще не выбрана. В сентябре стало известно об уже подготовленных банком заявках на регистрацию филиалов в Пекине и Шанхае. Банк намерен обслуживать в КНР корпоративных клиентов, также не исключает выхода на фондовый рынок страны[74][75][76].
- В декабре банк открыл «Альфа-Маркет» — собственный сервис для онлайн-покупок. Он доступен существующим клиентам в приложении банка[77][78].
- Также в декабре Альфа-банк совместно со Сбербанком провёл две параллельные сделки с цифровыми финансовыми активами на общую сумму 2 млрд рублей. Альфа-банк стал эмитентом обоих выпусков ЦФА, такое взаимодействие стало первой коллаборацией на рынке ЦФА с участием крупнейших банков, являющихся операторами информационных систем[79].

#### 2024
- 8 января 2024 года украинская хакерская группировка Kiborg опубликовала в открытом доступе полную клиентскую базу Альфа-Банка: персональные данные более 24 миллионов физических лиц клиентов банка и информацию о счетах более чем 13 миллионов юридических лиц[80][81][82]. Банк опроверг сообщения об утечке данных клиентов[83][84]. Роскомнадзор сообщил о ведущейся проверке информации[85].
- Также в феврале банк объявил о том, что провёл ребрендинг премиального направления бизнеса. Бренд «Альфа-Премиум» был заменён на Alfa Only[86][87].
- В июле банк стал официальным партнёром футбольного клуба «Спартак»[88][89].
- 16 октября Альфа-банк и «Дом.рф» подписали меморандум о сотрудничестве, предполагающий совместную реализацию выпусков ипотечных облигаций на общую сумму в 600 млрд рублей до 2029 года[90].
- Также в октябре стало известно, что Минфин США продлил разрешение на операции по связанным с энергетикой сделкам с ключевыми российскими банками, включая Альфа-банк[91].

#### 2025
- Альфа-банк запустил переводы в Сербию для бизнеса[92].
- В апреле запущен виртуальный оператор мобильной связи Альфа-Мобайл[93][94][95].
- Альфа-Банк запустил комплексный сервис «Выгода в два счета» для клиентов, имеющих одновременно личный и бизнес-счет в банке. Инициатива направлена на упрощение взаимодействия с банком и поддержку предпринимателей[96].
- В июне был запущен онлайн-сервис «Гарантия сделки» для защиты прав покупателей при покупке недвижимости без ипотеки. Услуга доступна через платформу «Сделка под ключ» и включает подготовку документов, электронную регистрацию и безопасные взаиморасчёты[97].

## Санкции
24 февраля 2022 года в связи с вторжением России на Украину банк попал под санкции Канады «за роль в содействии или поддержке неспровоцированного и неоправданного вторжения России на Украину».
6 апреля 2022 года банк и дочерние компании попали в блокирующий санкционный список США против России за ее злодеяния на Украине за работу в секторе финансовых услуг в экономике России. Санкции предусматривают заморозку активов банка и введение запрета для граждан и компаний из США на ведение бизнеса с ним. Кроме того, под санкции попали 6 дочерних компаний и 5 судов компании "Альфа-Лизинг", также отмечается что все компании связанные с Альфа-Банком на 50 и более процентов, подлежат блокировке, даже если они не указаны в санкционном перечне.
В апреле 2022 года, в связи с введёнными по отношению к банку санкциями, мобильное приложение банка «Альфа-Мобайл» было удалено из магазинов приложений AppStore и Google Play.
25 февраля 2023 года Альфа-Банк попал в десятый пакет санкций стран Евросоюза так как банк «работает в экономическом секторе, обеспечивающий существенный доход Правительству Российской Федерации которое несет ответственность за аннексию Крыма и дестабилизацию Украины». Ограничения предполагают заморозку активов банков на территории стран Евросоюза, а также запрет на предоставление им средств и других экономических ресурсов. Санкции действуют и для ряда компаний, сейчас или ранее связанных с Альфа-Банком: «Альфа — Форекс», «Альфа-директ», Альфа-лизинг, ABH Holdings, Alfa Capital Markets LTD (Кипр), Amsterdam Trade bank и Альфа-банк Казахстан.
Кроме того, по аналогичным основаниям, банк был внесён в санкционные списки Великобритании, Швейцарии, Австралии, Японии, Украины и Новой Зеландии.
22 мая 2023 года Альфа-Банк подал иск в суд Европейского союза, чтобы обжаловать введенные против него санкции.

## Собственники и руководство
С 2011 года председателем правления банка является Андрей Соколов. В конце 2022 года банк заявил, что его совет директоров возглавит Олег Сысуев.
Более 75 % акций банка принадлежит «Альфа-Групп»: до марта 2022 года фактически этим пакетом ненапрямую владели или контролировали Михаил Фридман (32,86 %), Герман Хан (20,97 %) и Алексей Кузьмичёв (16,32 %); остальные акции принадлежали физическим лицам, в том числе президенту банка Петру Авену (12,40 %) и Андрею Косогову (3,67 %).
1 марта 2022 года Михаил Фридман и Пётр Авен, попавшие под санкции ЕС, вышли из состава директоров Альфа-банка. 16 марта 2022 года крупнейшим акционером стал Андрей Косогов (40,1 %), которому перешли доли Германа Хана и Алексея Кузьмичева.
В марте 2023 года банк сообщил о подготовке сделки по продаже долей двух акционеров — Михаила Фридмана (ему принадлежит доля в 32,9 %) и Петра Авена (12,4 %) другому акционеру кредитной организации — Андрею Косогову (40,96 %). Financial Times оценивает сделку в 2,3 млрд долларов США. В феврале 2025 года Financial Times со ссылкой на свои источники сообщила, что сделка была закрыта в 2024 году. Точные параметры сделки пока неизвестны.

## Деятельность и показатели
Альфа-банк входит в банковскую группу ABH Holdings S.A. В  2025 году количество частных клиентов превышает 36 млн человек, количество корпоративных клиентов — 1,9 млн. В розничном сегменте банк занимает третье место с долей выше 5 % (на 2021 год), в автокредитовании на банк приходится 6 % (на 2023 год).
В России у банка 700 офисов, 2500 городов охвачено курьерской доставкой (согласно данным сайта банка).
Показатели банка за 2023 год по РСБУ:
- чистая прибыль — 118 млрд рублей (против убытка в 2022 году);
- чистый процентный доход — 359,9 млрд рублей (рост по сравнению с аналогичным показателем 2022 года составил 67%);
- активы — 8,5 трлн рублей (рост на 45%).

Показатели банка за 2021 год по МСФО (последние полные публично доступные данные):
- чистая прибыль — $1,61 млрд (рост по сравнению с аналогичным показателем 2020 года составил 20 %);
- чистый процентный доход — $2,38 млрд (вырос с $2,27 млрд);
- чистый комиссионный доход — $1,7 млрд (против $1,2 млрд);
- капитал — $10,6 млрд (увеличился на 22%);
- рентабельность капитала (ROE) за год выросла с 16 % до 16,7 %;
- чистая процентная маржа снизилась c 4,2% до 4 %;
- кредитный портфель вырос на 22% до $52 млрд.

В апреле 2025 года Банк России составил первый ренкинг банков, лидирующих по удельному числу обоснованных жалоб заёмщиков в 2024 году. Ранжирование проводилось в трёх группах банков - с клиентской базой более 5 млн.кредитов, системно значимые банки и банки, не относящиеся к системно значимым. Среди банков с клиентской базой более 5 млн.кредитов Альфа-банк занял второе место, а среди системно значимых - четвёртое. Показатель обоснованных жалоб составил 4,5 жалоб на 1 млн выданных кредитов.

### Оценки рейтинговых агентств
| Агентство                                                                                      | Рейтинг                                                           | Значение   | Год  |
| ---------------------------------------------------------------------------------------------- | ----------------------------------------------------------------- | ---------- | ---- |
| Moody’s Investors Service В марте 2022 года Moody’s отозвало рейтинги всех российских компаний | Долгосрочный рейтинг старших необеспеченных долговых обязательств | Ba1        | 2020 |
| Moody’s Investors Service В марте 2022 года Moody’s отозвало рейтинги всех российских компаний | Долгосрочный рейтинг депозитов                                    | Ba1        | 2020 |
| Moody’s Investors Service В марте 2022 года Moody’s отозвало рейтинги всех российских компаний | Краткосрочный рейтинг депозитов                                   | NP         | 2020 |
| Moody’s Investors Service В марте 2022 года Moody’s отозвало рейтинги всех российских компаний | Базовая оценка кредитоспособности                                 | ba2        | 2020 |
| Moody’s Investors Service В марте 2022 года Moody’s отозвало рейтинги всех российских компаний | Прогноз                                                           | Стабильный |      |
| Fitch Ratings В марте 2022 года Fitch отозвало рейтинги российских банков                      | Долгосрочный кредитный рейтинг                                    | BBB-       | 2020 |
| Fitch Ratings В марте 2022 года Fitch отозвало рейтинги российских банков                      | Краткосрочный кредитный рейтинг                                   | B          | 2020 |
| Fitch Ratings В марте 2022 года Fitch отозвало рейтинги российских банков                      | Прогноз                                                           | Негативный |      |
| Standard & Poor's В апреле 2022 года S&P отозвало рейтинги российских банков)                  | Долгосрочный кредитный рейтинг                                    | ВВ+        | 2020 |
| Standard & Poor's В апреле 2022 года S&P отозвало рейтинги российских банков)                  | Краткосрочный кредитный рейтинг                                   | B          | 2020 |
| Standard & Poor's В апреле 2022 года S&P отозвало рейтинги российских банков)                  | Прогноз                                                           | Стабильный |      |
| Эксперт РА                                                                                     | Рейтинг кредитоспособности                                        | ruAA+      | 2025 |
| Эксперт РА                                                                                     | Прогноз                                                           | Стабильный |      |
| АКРА.                                                                                          | Кредитный рейтинг                                                 | AA+(RU)    | 2024 |
| АКРА.                                                                                          | Прогноз                                                           | Стабильный |      |

## Награды и премии
2007
- Банк признан лучшим в номинации Private Banking на ежегодной Национальной премии «Финансовая Россия»[134].

2008
- «Альфа-банк» признан лучшим в номинации «Лучший банк-корреспондент по расчётам в долларах США» по версии мировых банков J.P. Morgan и Commerzbank AG[135].

2009
- Банк стал лауреатом ежегодной премии Spear’s Russia Wealth Management Awards 2009[136].

2010
- Победа в номинации «Компания услуг для индивидуальных инвесторов» по итогам ежегодного конкурса «Элита фондового рынка — 2009»[137].

2011
- Победа в номинации «Коммерческий банк года» ежегодной банковской премии «Большие деньги»[138].

2012
- Одержал победу в номинации «Лучший розничный банк» по мнению Retail Finance Awards[139];
- Признан лучшим за совершенствование банковских операций через интернет в номинации «Экономика, бизнес и инвестиции» Премии Рунета — 2012[140];
- Признан победителем в номинации «Лучший российский банк, предоставляющий услуги частного банковского обслуживания и управления большими капиталами» ежегодной премии в индустрии private banking and wealth management — Spear’s Russia Wealth Management Awards — 2012[141].

2013
- Признан лучшим в номинации «Лучший розничный банк» по мнению Retail Finance Awards[142];
- Получил награду в номинации «Высочайший международный уровень одобрений эмитента дебетовых карт» Visa Global Service Quality Awards[143].

2014
- Одержал победу в четырёх номинациях Visa Global Service Quality Awards[источник не указан 887 дней];
- Стал победителем в номинации «Событийный проект года» всероссийского конкурса в области поддержки предпринимательства «Основа роста»[144];
- Стал победителем в номинациях «Банк» и «Самый клиентоориентированный банк» ежегодной премии «Лидер клиентоориентированного бизнеса»[145].

 2015 
- Победа в четырёх номинациях на ежегодном конкурсе среди банков-участников международной платёжной системы Visa Global Service Quality Awards[146].

 2016 
- Получена награда от международной платежной системы Visa в рамках глобальной программы Visa Global Service Quality Performance Awards по итогам работы в 2015 году, в том числе пятый раз подряд компания получает награду в номинациях Authorization Approval Rate — самый высокий показатель по успешным одобренным операциям по дебетовым продуктам и Risk Efficiency — самый высокий уровень эффективности риск-менеджмента[147];
- Лауреат премии «Финансовый Олимп» в номинации «Надёжный банк»[148];
- Премиальная программа «Максимум+» вошла в топ-3 лучших предложений в сегменте премиального банковского обслуживания по версии исследовательской компании Frank Research Group. Также одержана победа в номинации «Лучшее дистанционное банковское обслуживание» за специальное предложение для клиентов ПУ «Максимум+» и А-Клуба — «Альфа-Мобайл Премиум»[149].
- По итогам 2016 года «А-клуб Private Banking» Альфа-банка возглавил рейтинг «Лучший российский банк для миллионеров», составленный изданием Forbes, среди российских банков без государственного участия и занял 4-е место в целом[150].

2018 
- Получил статус «Серебряный работодатель — 2018» согласно независимой оценке и отзывам пользователей портала Trud.com[151].

 2019 
- Альфа-банк признан Банком года в России по версии The Banker[152];
- Мобильное банковское приложение Альфа-банка поднялось до третьего места в рейтинге «Лучший ежедневный банк» и вышло на первое место в рейтинге «Лучший цифровой офис» консалтинговой компании Markswebb[153].

 2020 
- Международный журнал Euromoney признал А-Клуб, подразделение Альфа-банка по работе с крупным частным капиталом, победителем в рейтинге private banking в трех номинациях: Super Affluent Clients, Family Office Services и Research and Asset Allocation Advice[154].
- Альфа-банк получил награды в шести номинациях премии «Золотое приложение», в том числе: «Альфа-Мобайл» стало лучшим в категории «Финансы, банки, страхование»; приложение для бизнеса «Альфа-Бизнес Мобайл» заняло первое место в категории «Лучшее приложение для бизнеса»; приложение для персональных инвестиций «Альфа-Директ» возглавило категорию «Инвестиции и коммерция»[155].
- Лучший частный цифровой банк для крупного бизнеса по версии аналитического агентства Markswebb[156];
- Лучший банк в России (Best Bank in Russia) по версии Международного журнала Global Finance[157][неавторитетный источник].
- Банк вошёл в число лучших по качеству проведения карточных платежей, получив награду Visa Global Service Quality Award[158][неавторитетный источник].
- Альфа-банк в третий раз победил в ежегодном рейтинге исследовательской компании Frank RG в сегменте премиального обслуживания Frank Premium Banking Award 2020, заняв первое место в номинации «Лучшая программа премиального обслуживания»[159].

 2021
- Альфа-банк признан «Инноватором года» по версии Global Finance в номинации Сash management (единственный российский частный банк, получивший эту премию)[160].
- А-Клуб стал лидером в номинациях «Самый динамичный private банк в России» и «Самый цифровой private банк в России» премии Frank Private Banking Award 2021 по результатам исследования Frank RG[161].
- Альфа-банк получил две награды программы «Лучшие социальные проекты России» — в категории «Экологические проекты и инициативы» (инициатива безбумажного банка), и в категории «Поддержка одарённых детей и молодёжи» (стипендиальная программа «Альфа-Шанс»)[162].
- Альфа-банк признан Frank Premium Banking Award лучшим банком для премиальных клиентов (четвёртый год подряд)[163].
- Журнал International Banker признал Альфа-банк лучшим по клиентскому сервису в Восточной Европе[164].
- Альфа-банк получил награду за самый динамично развивающийся ипотечный бизнес на Frank Mortgage Award 2021[165].
- В мае 2021 года мобильное приложение Альфа-банка было названо лучшим для инвестиций в рейтинге Markswebb[166][167].

 2022
- Альфа-банк получил главную награду премии FINAWARD за проект Phygital офисов[168].
- Альфа-банк возглавил Top 50 Russian Banks ranking журнала The Banker[169][170].
- Лучший банк для премиальных клиентов по версии Frank RG[171].
- «Банк года» по версии Banki.ru[172][173].
- Победитель Mobile Banking Rank 2021 от Markswebb — мобильная версия интернет-банка признана лучшей среди мобильных интернет-банков для смартфонов на базе iOS[174][175].

2023
- А-Клуб Альфа-банка — лучший сервис Private banking по версии Frank RG[176].
- Банк получил несколько наград премии CX World Awards[177].
- Рейтинговое агентство «Эксперт РА» назвало Альфа-Банк лучшим частным банком по объему кредитования и величине портфеля в ипотечном бизнесе[178].
- В июне Альфа-банк получил четыре награды программы «Лучшие социальные проекты России». Стипендиальная программа «Альфа-Шанс» выиграла в категории «Поддержка одарённых детей и молодёжи», проект помощи животным «Альфа-Друг» — в категории «Помощь бездомным животным», проект Dog-Friendly Fridays — в номинации «Благополучие сотрудников», а «Альфа-Спорт» — в категории «Поддержка спорта и здорового образа жизни»[179].
- Мобильный банк «Альфа-Онлайн» — победитель премии FinTech Awards Russia[180].

2024
- «Банк года» по версии Banki.ru[181].
- «Банк года» по версии Сравни.ру[182].
- Две премии за цифровую трансформацию от Гонконгской ассоциации частных инвестиций (HKEIA)[183].
- Лучший работодатель 2023 года по версии HeadHunter[184].
- Веб-версия мобильного банка Альфа-банк признана лучшей в двух номинациях рейтинга Markswebb[185][186].
- Банк занял первое место в рейтинге премиального банковского обслуживания Frank Premium Banking Award 2024 (седьмой год подряд)[187].
- «Платиновый» статус работодателя России по версии Forbes[188][189].
- «Лучший банк в области цифровых технологий» и «Лучший банк в сфере финтех-инноваций», по версии Чжунгуаньцуньской инвестиционной ассоциации[190][191].
- Лауреат премии FINNEXT с кейсом «Кредитование по online-триггерам»[192]

2025
- «Мировой лидер в сфере финтеха» (Global Leader in Fintech) и «Лучшее в мире применение ИИ в финтехе» (Best Global Use of AI in FinTech), по версии экспертов The FinTech India Innovation Awards[193][194][195].
- Лауреат национальной премии «Лидеры ИИ»[196].
- Премия World-Class Technology Leadership Award в номинации «Технологический лидер мирового уровня» от делового издания The Economic Observer за достижения в бизнесе и финтехе[197][198].
- В мае 2025 года Альфа-банк был признан лидером в сфере финтех-решений по версии сингапурского экономического издания Fortune Times[199][200].
- В марте 2025 года Альфа-банк стал лауреатом премии FinNext в номинации: "Лучший кейс в омниканальности, персонализации и клиентском опыте (банки)" с кейсом "Комплексный суперсервис для предпринимателей"[192]

## Банк и общество

### Рекламные лица
В своей рекламе Альфа-банк использует известных публичных персонажей, таких как видеоблогер Юрий Дудь, журналист Владимир Познер, телеведущий Иван Ургант, музыкант Алишер Моргенштерн (нанят на работу в банк, что впоследствии было объявлено рекламным ходом), актёр Александр Петров, рэпер Баста.

### Благотворительность
С 2004 года Альфа-банк оказывает помощь благотворительной программе спасения тяжелобольных детей «Линия жизни». Альфа-банк стал первой компанией, организовавшей сбор частных пожертвований в пользу фонда. С сентября 2008 года у клиентов банка появилась возможность перечислить денежные пожертвования для детей при помощи интернет-банка или обычного банковского перевода без банковской комиссии.
В банке действует волонтерская организация «Дарим добро». Банк собирает гуманитарную помощь для детских домов, школ-интернатов и социальных приютов, а также привлекает сотрудников в качестве волонтёров. Ежегодно банком организуются благотворительные акции «День защиты детей», «Помоги собраться в школу», «Рождественское чудо».
В 2021 году Альфа-банк профинансировал экологический проект Dutybox на 50 млн руб.

### Поддержка образования
С 1995 года банк реализует программу стипендиальной поддержки студентов «Альфа-Шанс», давая возможность выпускникам школ из различных регионов России получить высшее образование в ведущих вузах страны. В рамках данной программы с 2008 года банк в сотрудничестве с НИУ ВШЭ реализует программу по предоставлению именных стипендий первокурсникам из регионов РФ (кроме Москвы и Санкт-Петербурга), занявшим призовые места на Всероссийских олимпиадах школьников и на многопрофильной олимпиаде НИУ ВШЭ. Всего в программе «Альфа-Шанс» участвуют более 10 высших учебных заведений. С 2021 года в рамках программы «Альфа-Шанс» 30 студентов ежегодно получают гранты по 300 тыс. рублей. С 2023 года между банком и НИУ ВШЭ также заключено двустороннее соглашение, направленное на развитие образования в области финтеха.
Банк развивает программу Alfa Fellowship, которая даёт возможность молодым специалистам из США, Великобритании и Германии пройти стажировку в России.
В сентябре 2022 года Физтех-школа прикладной математики и информатики МФТИ совместно с Альфа-Банком запустила магистерскую программу «Машинный интеллект в финансах», ориентированную на подготовку специалистов в области Data Science с акцентом на банковскую деятельность.
В 2025 году Альфа-Банк запустил платформу «Альфа-Будущее» для поддержки студентов, преподавателей и развития образовательной инфраструктуры по всей России. На инициативу выделено 3 млрд рублей. Программа охватывает 300 вузов и около 3 млн студентов, включает гранты, стипендии, поддержку магистратуры, кафедр, международных школ и проведение всероссийских хакатонов.
В мае 2025 года Альфа-Банк совместно с НИУ ВШЭ выступил стратегическим партнёром 12-го сезона Конкурса инноваций в образовании (КИВО), поддерживая проекты в сфере EdTech, цифровой грамотности и предпринимательства. Банк учредил собственные номинации с грантами по 500 тыс. рублей и поддержал трансформацию конкурса в экосистему развития образовательных инициатив.
В 2025 году Альфа-Банк подписал соглашение о сотрудничестве с Пекинским университетом — одним из ведущих вузов Азии. Партнёрство реализуется в рамках магистерской программы по финансам: эксперты банка читают курсы по инвестиционному и цифровому банкингу, управлению активами и применению искусственного интеллекта в финансовом секторе.

### Поддержка культуры
Альфа-банк ведёт активную работу в культурно-просветительской деятельности в первую очередь, направленную на поддержку национального искусства.
7 июня 2000 года Министерство культуры Российской Федерации и ОАО «Альфа-банк» подписали соглашение о сотрудничестве. Ежегодно при поддержке банка в России проходят выставки и концерты. Кроме этого, Альфа-банк принимает участие в организации выставок и концертов российских деятелей культуры за рубежом.
Альфа-банк совместно с Московским Литфондом реализует программу стипендиальной поддержки писателей, с целью мотивировать авторов на создание новых литературных произведений: прозы, поэзии, драматургии, переводов, книг для детей.
Также банк является одним из соучредителей Национальной литературной премии «Большая книга».
Альфа-банк периодически выступает спонсором или участвует в организации концертов зарубежных звезд в России. В их числе — Боно (2010), Элтон Джон (1995, 2001 и 2007), Aerosmith (2007), Стинг (1996, 2001 и 2006), Уитни Хьюстон (2004), Пол Маккартни (2003 и 2004). При этом некоторые из приглашаемых исполнителей выступают в России впервые.
Ежегодно Альфа-банк организует фестиваль электронной музыки и технологий Alfa Future People. В качестве хедлайнеров выступают звёзды мировой электронной сцены такие как Пол Окенфолд, Avicii, Skrillex, Pompeya, Tesla Boy, Infected Mushroom и др. С 2014 по 2018 год фестиваль проходил летом в посёлке Большое Козино под Нижним Новгородом, в 2019 году к летнему формату был добавлен зимний — на горнолыжном курорте «Роза Хутор». Поскольку площадка в Балахнинском районе Нижнего Новгорода сильно затапливается, превращаясь в болото, власти области планировали перенести проведение летних концертов в другое место — Митино-Разгуляй Володарского района, потратив 150 млн рублей из бюджета края на оборудование «главной фестивальной площадки страны». В связи с пандемией губернатор области Глеб Никитин эти планы отменил.
В июле 2014 года Альфа-банк объявил о запуске социального проекта «Городские экскурсии с „Альфой“». Банк оказывает финансовую и организационную поддержку лучшим музеям и экскурсионным бюро, поддерживая развитие городских экскурсий.

### Технологии
- В 2015 году Альфа-банк совместно с MasterCard выпустил наручные часы AlfaPay со встроенной дебетовой банковской картой, работающей по технологии PayPass. Для оплаты покупок не нужно было вводить PIN-код или расписываться. На карте был указан её номер и CVC-код для оплаты интернет покупок[238][239].
- Также летом 2015 года Альфа-банк разработал приложение «Альфа-Тач». Оно позволяло создать неперсонифицированную карту на один год и оплачивать покупки с помощью системы PayPass[240][241][242].
- С декабря 2015 года в отделениях банка начали работу бесконтактные банкоматы. Их установка была направлена во-первых на повышение безопасности (мошенники не могут считать данные магнитной полосы), во-вторых — на ускорение процесса взаимодействия с устройством[243].
- В 2017 году Альфа-банк совместно с производителем протезов «Моторика» разработал биоэлектрические протезы со специальным креплением для карты с функцией бесконтактной оплаты PayPass. Разработка была нацелена на снижение неудобств, возникающих при оплате у людей с ограниченными возможностями. Протезы имели отделение для «минитаг» — специальной карты, выполняющей функционал классической банковской карты. Для оплаты товара или услуги достаточно было поднести протез к терминалу и подтвердить операцию с помощью PIN-кода в случае, если чек превышал 1000 рублей. Протез также работал с другими устройствами, оснащёнными считывателями бесконтактных карт[244][245][246].
- В 2017 году Альфа-банк также выпустил банковское приложение для мобильного телефона Nokia 3310, назвав его первым в мире подобным приложением для этой модели телефона[247].
- Альфа-банк стал первым российским участником блокчейн-консорциума R3[248].
- В августе 2018 года Альфа-банк совместно с «Газпромнефть-Аэро», оператором авиатопливного бизнеса «Газпром нефти», и S7 Airlines, запустили блокчейн-сервис, позволяющий авиакомпаниям моментально оплачивать топливо непосредственно при заправке воздушных судов без предоплаты, банковских гарантий и финансовых рисков для участников сделки. По итогам июля 2019 года объём расчётов с агентами по продаже авиабилетов через блокчейн-платформу Альфа-банка и S7 Airlines превысил $1 млн в месяц[249].
- С 1 ноября 2018 года Альфа-банк начал идентифицировать клиентов по отпечатку ладони для доступа к банковской ячейке без присутствия сотрудника банка. Технология инфракрасного сканирования рисунка вен ладони разработана компанией Fujitsu[250].
- В 2019 году в партнёрстве c X5 Retail Group банк запустил первый в России блокчейн-сервис управления ликвидностью. Сервис Distributed Treasury and Cash Management (DTCM) позволяет перейти к сервисной модели взаимодействия с банком (BaaS)[251][252].
- С апреля 2020 года в «Яндекс.Картах» отображается загруженность отделений банка[253].
- В мае 2020 года в контакт-центре банка появился робот-помощник для корпоративных клиентов, распознающий речь человека[254].
- В июне 2021 года запущено эквайринговое решение AlfaPOS, с помощью которого можно использовать любой смартфон с NFC на системе Android как терминал для приёма карт[255].
- В ноябре 2021 года был открыт исследовательский центр клиентского опыта Alfa Research Center, где изучают взаимодействие людей с сервисами, услугами и рекламой банка[256].
- Альфа-банк активно развивает нейронные сети. В 2023 году с помощью них обрабатывался 1 терабайт данных в банке[257].
- Также Альфа-банк активно внедряет технологии искусственного интеллекта. В 2023 году они использовались банком при обработке банковских операций и взаимодействии с клиентами[258].
- В 2024 году разработчики Альфа-Банка придумали способ разблокировать NFC-чип в iPhone, первыми получив доступ легально, без взлома[259][260].
- В 2024 году Альфа-Банк присоединился к Альянсу в сфере искусственного интеллекта[261][262].
- В 2025 году Альфа-Банк запустил цифровой сервис «Альфа-Босс» для топ-менеджеров (интегрирован в приложение «Альфа Бизнес»)[263].

### Защита деловой репутации
21 января 2014 года Альфа-банк и Михаил Фридман подали иск о защите деловой репутации председателю партии «Яблоко» Сергею Митрохину, редакции газеты «Известия» и корреспонденту этой газеты. Они посчитали, что распространённые Митрохиным и «Известиями» утверждения о том, что Алексей Навальный выполняет политический заказ «Альфа-групп», не соответствуют действительности и порочат их деловую репутацию. Но в итоге суд отказался удовлетворить иск компании к Митрохину.

## Критика
В марте 2011 года Роспотребнадзор России подал в суд иск с требованием о дисквалификации (лишении права занимать руководящие должности) председателя правления Альфа-банка Рушана Хвесюка. При этом федеральное ведомство основывалось на том, что банк, в нарушение федерального закона о защите прав потребителей, указывал в кредитных соглашениях с физическими лицами единственно возможным местом судебных разбирательств суд Москвы (то есть клиентам банка из других регионов предлагалось судиться с банком только в столице России). В том же году Хвесюк лишился поста председателя правления Альфа-банка.
В августе 2021 года Коммерсанту стало известно о том, что Генпрокуратура добивается взыскания более 126 млн $ с Альфа-банка и содержащегося в СИЗО Михаила Абызова в связи с тем, что действия ответчиков носят «антисоциальный», противный «основам правопорядка и нравственности» характер, а их главной целью являлась легализация коррупционного имущества и его сокрытие от контролирующих органов. 22 сентября того же года «Ведомости» написали о том, что Альфа-банк и Генпрокуратура России заключили мировое соглашение и договорились больше не оспаривать действия друг друга по данному делу, при этом банк направил средства на благотворительность в сфере образования и просвещения в России. Председатель совета директоров (на тот момент) Альфа-банка Пётр Авен выразил благодарность прокуратуре за конструктивный подход. Претензий к банку у государства нет.